# Hanumenahalli, Koratagere
Hanumenahalli là một làng thuộc tehsil Koratagere, huyện Tumkur, bang Karnataka, Ấn Độ.